# スカイランダーズ
スカイランダーズ（Skylanders）はアクティビジョン等が展開しているアクションゲームのシリーズ。日本国外では2011年にアクティビジョンから発売され、日本では2013年7月12日に『スカイランダーズ スパイロの大冒険』がスクウェア・エニックスより発売された。
ソフトウェアと同梱または別売りのキャラクターフィギュア（『アクションフィギュア』）は近距離無線通信（NFC）機能を内蔵しており、周辺機器『ポータル・オブ・パワー』の上にフィギュアを置くと、実際にゲームの中にそのキャラクターが登場するほか、ゲームのセーブデータや成績をフィギュアに記録することが出来る。また、クロスプラットフォームであるため、どのメーカーのハードでもセーブデータの共有などが可能である。

## スカイランダーズ スパイロの大冒険
日本国外では2011年にアクティビジョンから発売された新シリーズ（原題：Skylanders: Spyro's Adventure）。北米、ヨーロッパ、オーストラリア 、南米で先行販売され、日本では2013年7月12日に007シリーズ以来のスクウェア・エニックスと日本トイザらスの協力の元で、スターターパックとアドベンチャーパック、シングルキャラクター、トリプルパックが全国のトイザらス、ベビーザらス店舗および「トイザらス・ベビーザらス オンラインストア」で発売された。日本での発売はニンテンドー3DS、Wii、Wii U、PS3で海外のような大規模なマルチ展開はないが、Wii U版は日本でのみ発売された。なお3DS版のみゲーム内容と使用するポータルは異なるが、フィギュアは同じものを使用できる。
2013年6月22日の時点で、アクティビジョンはこのスカイランダーズのフィギュアを全世界で1億個以上販売している。また2012年6月3日にはアクティビジョンは据え置き機と携帯機をあわせて、2012年に世界中でこの「スカイランダーズ」が最も売れたビデオゲームであったことを発表した。

### ストーリー
マスターイオンによって遠い土地から呼び出されたむらさき色のドラゴン「スパイロ」。スパイロはマスターイオンからの依頼を受け、スカイランドを警備するスカイランダーになることを決意した。しかし、ある日邪悪なカオスと名乗る悪者がスカイランドを征服してしまった。スパイロたちスカイランダーは不思議な力でフィギュアにされ地球に送られてしまった。そして地球にいたのは「人間」。彼らはおもちゃやさんでフィギュアを買うとポータルの上にフィギュアを置いた。するとなんと彼らは地球から遠く離れているはずのスカイランドにいたのだ。これならカオスから再びスカイランドを取り戻すことができる。こうしてスパイロたちの新しい冒険ははじまった。

## スカイランダーズ・ジャイアンツ
スカイランダーズシリーズの第2作。日本国外では2012年10月に発売された。日本での正式な発売時期は不明であるものの、ファミ通の取材に「最新作ではなく2年前に発売したスカイランダーズ スパイロの大冒険をローカライズするのは、シリーズにおいてフィギュアの蓄積が重要であるため」と、今後もスカイランダーズを日本で展開していくことをコメントしている。
今作は、北米、南米、ヨーロッパ、オーストラリアなど51の国々でWii U版は本体と同時に発売された。

### 作品解説
最初のゲームの基本に構築することにより、最初のゲームのエンジンを利用して、ビデオゲームの世界自体がクロスプラットフォームのおもちゃの数字の行をマージする。そのゲーム内のパワーと能力は、その巨大な規模を反映している。また、図が点灯することができ、おもちゃに統合され新たな光技術を採用し、文字のセットが含まれたときに近くまたは上のポータル・オブ・パワー。これらの文字は、同様に追加のゲーム内での利点を持っている。また、プレイヤーは最初のゲームから、文字とその進捗状況をインポートすることができる。元の文字の24は新兵器を使用して再リリースされ、ポーズされる。
今回からゲームの難易度はイージー、ノーマル、またはハードの3種類を切り替えられるようになった。ただしゲームを1度クリアすると、第四の難易度をプレイすることができる。

## スカイランダーズ スワップフォース
アクティビジョンから2013年2月5日に発表されたシリーズ第3作。日本での展開は未定としている。

### 作品解説
ゲームは、プレイヤーが自分のゲームに名ばかりスカイランダーズの実生活コレクタブルフィギュアを持って来るためにポータルを使用している、前のゲームから上に運ぶ。ゲームは前のゲームからすべてのおもちゃと互換性がある。また、ジャンプする能力すべての再生可能な文字が追加された。16新しいコア文字とともに、このゲームは16新しいスワップフォースのキャラクターを紹介している。これらの16個の新しい文字はそれぞれ2個のパーツで構成される。それは256の異なる組み合わせまで作成することが交換することができる。

## ゲームキャスト
| 役名                       | 英語版声優                                                         | 日本語吹き替え版声優                        | ノート                                                                             |
| -------------------------- | ------------------------------------------------------------------ | ------------------------------------------- | ---------------------------------------------------------------------------------- |
| スパイロ                   | ジョシュ・キートン                                                 | ????                                        |                                                                                    |
| スパークス                 | アンドレ・ソグリウゾ                                               | ????                                        | アイテム・キャラクター。 『スカイランダーズ スパイロの大冒険』のみ表示されている。 |
| ギルグリント               | フレディ・ウィンストン（2011年） ダーリン・デ・ポール（2012年）    | ????                                        | 英語声優ノンクレジット。 『スカイランダーズ スパイロの大冒険』                     |
| トリガーハッピー           | フレディ・ウィンストン（2011年） デイヴ・ウィテンバーグ （2012年） | ????                                        | 英語声優ノンクレジット。 『スカイランダーズ スパイロの大冒険』                     |
| ブードゥード               | フレディ・ウィンストン（2011年） アンドレ・ソグリウゾ（2012年）    | ????                                        | 英語声優ノンクレジット。 『スカイランダーズ スパイロの大冒険』                     |
| アーラップトー             | フレディ・ウィンストン（2011年） キージー・ファーリー（2012年）    | ????                                        | 英語声優ノンクレジット。 『スカイランダーズ スパイロの大冒険』                     |
| バッシュ                   | フレディ・ウィンストン（2011年） ???? （2012年）                   | ????                                        | 英語声優ノンクレジット。 『スカイランダーズ スパイロの大冒険』                     |
| イグナイター               | フレディ・ウィンストン（2011年） ドワイト・シュルツ（2012年）      | ????                                        | 英語声優ノンクレジット。 『スカイランダーズ スパイロの大冒険』                     |
| チョップチョップ           | フレディ・ウィンストン（2011年） スティーヴン・ブルーム（2012年）  | ????                                        | 英語声優ノンクレジット。 『スカイランダーズ スパイロの大冒険』                     |
| テラフィン                 | フレディ・ウィンストン （2011年） ジョーイ・カーメン（2012年）     | ????                                        | 英語声優ノンクレジット。 『スカイランダーズ スパイロの大冒険』                     |
| ガーグルフィン             | フレディ・ウィンストン                                             | ????                                        | 英語声優ノンクレジット。 『スカイランダーズ スパイロの大冒険』のみ表示されている。 |
| ブーマー                   | フレディウィンストン（2011年） ???? （2012年）                     | ????                                        | 英語声優ノンクレジット。 『スカイランダーズ スパイロの大冒険』                     |
| ゴーストロースター         | フレディ・ウィンストン（2011年） ジョン・カーサー（2012年）        | ????                                        | 英語声優ノンクレジット。 『スカイランダーズ スパイロの大冒険』                     |
| プリズムブレイク           | フレディ・ウィンストン（2011年） ピーター・ルーリー（2012年）      | ????                                        | 英語声優ノンクレジット。 『スカイランダーズ スパイロの大冒険』                     |
| スラムバム                 | フレディ・ウィンストン（2011年） フレッド・タタショア（2012年）    | ????                                        | 英語声優ノンクレジット。 『スカイランダーズ スパイロの大冒険』                     |
| カモ                       | ????（2011年） アンドレ・ソグリウゾ （2012年）                     | ????                                        |                                                                                    |
| サンバーン                 | ????（2011年） トロイ・ベイカー（2012年）                          | ????                                        |                                                                                    |
| レッキングボール           | ????（2011年） ライアン・クーパー（2012年）                        | ????                                        |                                                                                    |
| ワムシェル                 | ????（2011年） クリス・パーソンズ（2012年）                        | ????                                        |                                                                                    |
| フレイムスリンガ           | ????（2011年） キース・ザラバッカ（2012年）                        | ????                                        |                                                                                    |
| ザップ                     | ????（2011年） ジェフ・バーグマン（2012年）                        | ????                                        |                                                                                    |
| シンダー                   | バーバラ・ママボロ（2011年） トービー・ラサランドラー（2012年）    | ????                                        | 英語声優ノンクレジット。 『スカイランダーズ スパイロの大冒険』                     |
| ワールウィンド             | サリー・サフィオッティ                                             | ????                                        |                                                                                    |
| スタンプスマッシュ         | ケビン・マイケル・リチャードソン                                   | ????                                        |                                                                                    |
| ツリーレックス             | ケビン・マイケル・リチャードソン                                   | 初登場。 『スカイランダーズ・ジャイアンツ』 | ????                                                                               |
| ダイノラン                 | トーマス・ブロムヘッド                                             | ????                                        |                                                                                    |
| ドリルサージャント         | トーマス・ブロムヘッド                                             | ????                                        |                                                                                    |
| ティーボーン               | キース・シルバースタイン                                           | ????                                        | 『スカイランダーズ スパイロの大冒険』のみ表示されている。                          |
| クラム=トロン4000          | キース・シルバースタイン                                           | ????                                        | 『スカイランダーズ スパイロの大冒険』のみ表示されている。                          |
| ステルスエルフ             | レニ・ミネルラ（2011年） オードリー・ヴァシレフスキ（2012年）      | ????                                        |                                                                                    |
| ソニックブーム             | レニ・ミネルラ                                                     | ????                                        | 『スカイランダーズ・ジャイアンツ』                                                 |
| ヘックス                   | コートニー・テイラー                                               | ????                                        |                                                                                    |
| ライトニングロッド         | アレックス・ネス                                                   | ????                                        |                                                                                    |
| ドロボット                 | アレックス・ネス                                                   | ????                                        |                                                                                    |
| ダブルトラブル             | アレックス・ネス                                                   | ????                                        |                                                                                    |
| ウェンデル                 | アンソニー・ハンセン                                               | ????                                        |                                                                                    |
| シップマスター             | カム・クラーク                                                     | ????                                        |                                                                                    |
| サックルズ                 | カム・クラーク                                                     | ????                                        |                                                                                    |
| リゾー                     | ジョン・カーサー                                                   | ????                                        |                                                                                    |
| クィグリー                 | ホープ・レビー                                                     | ????                                        |                                                                                    |
| マスタ・イオン             | ダニエル・ハーゲン                                                 | ????                                        |                                                                                    |
| フリン                     | パトリック・ウォーバートン                                         | ????                                        |                                                                                    |
| カリ                       | スマリー・モンタノ                                                 | ????                                        |                                                                                    |
| ペルセポネ                 | ローラ・ベイリー                                                   | ????                                        |                                                                                    |
| ヒューゴ                   | マイケル・ユチャク                                                 | ????                                        |                                                                                    |
| ファーガズ                 | ジェームズ・ハーロン                                               | ????                                        | 『スカイランダーズ スパイロの大冒険』のみ表示されている。                          |
| オーリック                 | スティーヴン・ブルーム                                             | ????                                        |                                                                                    |
| バセック                   | スティーヴン・ブルーム                                             | ????                                        | 3DS版ではボス。 『スカイランダーズ スパイロの大冒険』                              |
| グーラムシャンク           | クリス・コックス                                                   | ????                                        |                                                                                    |
| カオス                     | リチャード・ホーヴィッツ                                           | ????                                        |                                                                                    |
| ヘックトーレ               | デイヴ・ウィテンバーグ                                             | ????                                        | 3DS版への排他的とするボス。 『スカイランダーズ スパイロの大冒険』                  |
| ポップフィズ               | ボブキャット・ゴールドスウェイト                                   | ????                                        | 初登場。 『スカイランダーズ・ジャイアンツ』                                        |
| ジェット・ヴァック         | アリー・マクレエ                                                   | ????                                        | 初登場。 『スカイランダーズ・ジャイアンツ』                                        |
| チル                       | ジュリー・ネサンソン                                               | ????                                        | 初登場。 『スカイランダーズ・ジャイアンツ』                                        |
| スプロッキト               | エリザベス・デイリー                                               | ????                                        | 初登場。 『スカイランダーズ・ジャイアンツ』                                        |
| フラッシュウィング         | タラ・ストロング                                                   | ????                                        | 初登場。 『スカイランダーズ・ジャイアンツ』                                        |
| フライト・ライダー         | ユーリ・ローエンタール                                             | ????                                        | 初登場。 『スカイランダーズ・ジャイアンツ』                                        |
| バウンサー                 | バンパー・ロビンソン                                               | ????                                        | 初登場。 『スカイランダーズ・ジャイアンツ』                                        |
| サンプバック               | ダン・ニール                                                       | ????                                        | 初登場。 『スカイランダーズ・ジャイアンツ』                                        |
| クラッシャー               | ケヴィン・ソルボ                                                   | ????                                        | 初登場。 『スカイランダーズ・ジャイアンツ』                                        |
| アイ・ブロール             | トラヴィス・ウィリン                                               | ????                                        | 初登場。 『スカイランダーズ・ジャイアンツ』                                        |
| エイ・アイ                 | ベルナルド・デ・パウラ                                             | ????                                        | 初登場。 『スカイランダーズ・ジャイアンツ』                                        |
| ブロック                   | トロイ・ベイカー                                                   | ????                                        | 初登場。 『スカイランダーズ・ジャイアンツ』                                        |
| アーケヤン・コンカートロン | ジョージ・タケイ                                                   | ????                                        | 初登場。 『スカイランダーズ・ジャイアンツ』                                        |
| アーケヤン・キング         | ジョージ・タケイ                                                   | ????                                        | 初登場。 『スカイランダーズ・ジャイアンツ』                                        |
| フラヴィウス               | フレッド・タタショア                                               | ヤスヒロ                                    |                                                                                    |
| ハルドー                   | ?                                                                  | 松島昭浩                                    |                                                                                    |
| スタンプスマッシュ         | ?                                                                  | あべそういち                                |                                                                                    |

## スカイランダーズ・アカデミー
Netflix（ネットフリックス）は、2016年10月28日、スカイランダーズのアニメーションシリーズを初公開された。表題：スカイランダーズ・アカデミー（Skylanders Academy）。アメリカとフランスの共同制作シリーズ。日本は他の世界と同じ日に吹き替え版を持っている。最初のシーズンは全部で12エピソードでリリースされ、2017年にリリースされる第2シーズンもあった。
吹き替え版の予告編は、ネットフリックス日本のYouTubeチャンネルで2016年10月19日にリリースされた。

### シリーズキャスト
このシリーズにビデオゲームとは別のアイデンティティを与えるために、一部のキャラクターに新しい声優が与えられた。どちらもオリジナルの英語版と日本語吹き替え版はこれによって効果を受けた。
| 役名                     | 英語版声優                                                    | 日本語吹き替え版声優 | ノート                  |
| ------------------------ | ------------------------------------------------------------- | -------------------- | ----------------------- |
| スパイロ                 | ジャスティン・ロング                                          | 川中子雅人           |                         |
| ステルスエルフ           | アシュレイ・ティスデイル                                      | 相川奈都姫           |                         |
| イラプター               | ジョナサン・バンクス                                          | あべそういち         |                         |
| ジェットバック           | ジョニー・リース                                              | 河本邦弘             |                         |
| ポップフィズ             | ボブキャット・ゴールドスウェイト                              | 河合みのる           |                         |
| マスターイオン           | クリス・ディアマントポロス                                    | 山岸治雄             |                         |
| ヒューゴ                 | ハーランド・ウィリアムズ                                      | 河合みのる           |                         |
| カオス                   | リチャード・ホーヴィッツ                                      | 後藤ヒロキ           |                         |
| グラムシャンクス         | ノルム・マクドナルド                                          | 上田燿司             |                         |
| カサンドラ               | キャサリン・オハラ                                            | 喜代原まり           |                         |
| スナップショット         | フレッド・タタショア                                          | 水越健               |                         |
| キングペン               | ダニエル・ウー                                                | ?                    |                         |
| ゴールデン・クイーン     | スーザン・サランドン                                          | よのひかり           |                         |
| ウルフギャン             | ジェームズ・ヘットフィールド                                  | 後藤光祐             |                         |
| ブロッコリーガイ         | ?                                                             | ?                    |                         |
| チョンピーメイジ         | ?                                                             | 上田耀司             |                         |
| ペッパージャック         | ?                                                             | ?                    |                         |
| ドリームキャッチャー     | パーカー・ポジー                                              | 廣瀬悠美             |                         |
| ヘックス                 | ?                                                             | ?                    |                         |
| スカル                   | ?                                                             | 後藤光祐             |                         |
| バッドブレス             | ?                                                             | ?                    |                         |
| ワインドアップ           | ?                                                             | 後藤光祐             |                         |
| カブーム                 | ビリー・ウエスト                                              | ?                    |                         |
| サイ                     | ダン・ミドルトン                                              | 後藤ヒロキ           | ゲストキャラクター。    |
| クラッシュ・バンディクー | エリック・ロジャーズ（シーズン1） リス・ダービー（シーズン3） | 河本邦弘             | ゲストキャラクター。    |
| ココ・バンディクー       | タラ・ストロング                                              | ?                    | ゲストキャラクター。    |
| ?                        |                                                               | 田村誠               |                         |
| シンダー                 | フェリシア・デイ                                              | 小堀幸               | シーズン2で導入された。 |
| マレフォー               | ジム・カミングス                                              |                      |                         |
| ?                        |                                                               | 小原雅人             |                         |

### 各話リスト

#### シーズン1（2016年）
| 話数（本放送） | 話数（ベスト） | サブタイトル                | 原題                         | 放送日             | 放送日          |
| 話数（本放送） | 話数（ベスト） | サブタイトル                | 原題                         | アメリカ合衆国の旗 | 日本の旗        |
| -------------- | -------------- | --------------------------- | ---------------------------- | ------------------ | --------------- |
| 1              | 1              | あつまれ！スカイランダーズ  | Skylanders Unite!            | 2016年 10月28日    | 2016年 10月28日 |
| 2              | 2              | カイランダーの やりかた     | My Way or the Sky Way        | 10月28日           | 10月28日        |
| 3              | 3              | チームワークも らくじゃない | Missing Links                | 10月28日           | 10月28日        |
| 4              | 4              | ドリームキャッチャー        | Dream Girls                  | 10月28日           | 10月28日        |
| 5              | 5              | ろうやのなかの しんじつ     | The Hole Truth               | 10月28日           | 10月28日        |
| 6              | 6              | カオスの あたまのなか       | Space Invaders               | 10月28日           | 10月28日        |
| 7              | 7              | いらいらイラプター          | Anger Mismanagement          | 10月28日           | 10月28日        |
| 8              | 8              | ポップはロックスター        | Pop Rocks                    | 10月28日           | 10月28日        |
| 9              | 9              | ヒゲの かがく               | Beard Science                | 10月28日           | 10月28日        |
| 10             | 10             | スカイランド あやうし！     | The Skylands Are Falling!    | 10月28日           | 10月28日        |
| 11             | 11             | いえに かえろう             | Crash Landing                | 10月28日           | 10月28日        |
| 12             | 12             | アカデミーききいっぱつ      | Assault on Skylander Academy | 10月28日           | 10月28日        |

#### シーズン2（2017年）
| 話数（本放送） | 話数（ベスト） | サブタイトル               | 原題                              | 放送日             | 放送日         |
| 話数（本放送） | 話数（ベスト） | サブタイトル               | 原題                              | アメリカ合衆国の旗 | 日本の旗       |
| -------------- | -------------- | -------------------------- | --------------------------------- | ------------------ | -------------- |
| 1              | 1              | スパイロのスーパーパワー   | Spyromania                        | 2017年 10月6日     | 2017年 10月6日 |
| 2              | 2              | あこがれのニンジニ         | I Dream of Ninjini                | 10月6日            | 10月6日        |
| 3              | 3              | シンダーの決意             | Return to Cynder                  | 10月6日            | 10月6日        |
| 4              | 4              | 祝日の思い出               | Thankstaking For the Memories     | 10月6日            | 10月6日        |
| 5              | 5              | 名探偵イラプター           | Elementary, My Dear Eruptor       | 10月6日            | 10月6日        |
| 6              | 6              | 使い魔の反乱               | Split Decision                    | 10月6日            | 10月6日        |
| 7              | 7              | ポップフィズの裁判         | The People vs. Pop Fizz           | 10月6日            | 10月6日        |
| 8              | 8              | 風邪ひきスカイランダー     | One Flu Over the Skylander’s Nest | 10月6日            | 10月6日        |
| 9              | 9              | おなかの中で               | Belly of the Beast                | 10月6日            | 10月6日        |
| 10             | 10             | パパは誰?                  | Who’s Your Daddy?                 | 10月6日            | 10月6日        |
| 11             | 11             | シープボールの夢           | Sheep(ball) Dreams                | 10月6日            | 10月6日        |
| 12             | 12             | 王国じゅうで機械トラブル！ | It Techs Two                      | 10月6日            | 10月6日        |
| 13             | 13             | スカイランドの危機         | Touch of Evil                     | 10月6日            | 10月6日        |

#### シーズン3（2018年）
| 話数（本放送） | 話数（ベスト） | サブタイトル             | 原題                                | 放送日             | 放送日         |
| 話数（本放送） | 話数（ベスト） | サブタイトル             | 原題                                | アメリカ合衆国の旗 | 日本の旗       |
| -------------- | -------------- | ------------------------ | ----------------------------------- | ------------------ | -------------- |
| 1              | 1              | パワーゲーム             | Power Struggle                      | 2018年 9月28日     | 2018年 9月28日 |
| 2              | 2              | 真実はここに             | The Truth is in Here                | 9月28日            | 9月28日        |
| 3              | 3              | ハードなミッション       | Sky Hard                            | 9月28日            | 9月28日        |
| 4              | 4              | スパイはだれ?            | A Traitor Among Us                  | 9月28日            | 9月28日        |
| 5              | 5              | 伝説のキャプテン・フリン | In Like Flynn                       | 9月28日            | 9月28日        |
| 6              | 6              | アカデミーがあぶない！   | Weekend at Eon’s                    | 9月28日            | 9月28日        |
| 7              | 7              | いらいらロードトリップ   | Road Rage                           | 9月28日            | 9月28日        |
| 8              | 8              | 3つの真実とウソ          | Three Sides to Every Story          | 9月28日            | 9月28日        |
| 9              | 9              | 運命のタイムトラベル     | Days of Future Crash                | 9月28日            | 9月28日        |
| 10             | 10             | スカイレースで勝負       | Off to the Races                    | 9月28日            | 9月28日        |
| 11             | 11             | スパイロの分身           | Split                               | 9月28日            | 9月28日        |
| 12             | 12             | 失われた古代都市へ       | Raiders of the Lost Arkus, Part One | 9月28日            | 9月28日        |
| 13             | 13             | 史上最大の総力戦         | Raiders of the Lost Arkus, Part Two | 9月28日            | 9月28日        |

### 日本語吹替版スタッフ
- 制作：東北新社
- 翻訳：尾形由美
- 演出：前田茜